# 바세린 (밴드)
바세린(Vassline)은 1996년 대한민국 서울특별시에서 결성된 메탈코어 밴드이다.
2005년 대한민국 대중 음악상 최우수 락 부문 수상을 수상하는 등 대한민국 헤비메탈계의 모범적인 밴드로 이름이 나있다.

## 경력
Vassline 은 1996년 겨울, 같은 미술학원을 다니던 Metal 키드였던 신우석과 이기호가 밴드를 결성하면서부터 시작되었다.
결성 초기 카피 밴드로 시작하여 97년, 98년 클럽 하드코어를 주 무대로 활동할 당시에는 뉴메틀 스타일을 추구하였으나, 초대 드러머였던 윤홍구 의 영향으로 하드코어에 대한 고찰을 통해 1998년에는 Emotional Oldschool 로 변화하였고 , 1999년 Metal에 조예가 깊던 박진의 가입으로 Newschool Hardcore를 받아들이게 된다. 2000년 드러머 윤홍구의 군입대로 Jazz에 발판을 둔 드러머 최현진 이 가입하게 되고 , 2001년 가을 alternative, hardcore, emo 등 여러 장르에 심취해 있던 조민영의 가입으로 비로소 한가지 음악스타일로 규정할 수 없는 Vassline 이 완성된다. 이후 안정적이었던 멤버는 hardcore에 기반한 metal 음악을 표방하며 Vassline의 성격을 규정하고 3개의 정규 앨범을 발매한 후 다시금 변화를 겪게 된다. 2007년 12월 31일 공연을 마지막으로 기타리스트 박진이 탈퇴하게 되고, 2008년 여름에는 드러머 최현진이 서태지 밴드 활동을 위해 잠시 자리를 비우게 된다. 이에 따라 기타에 Knockdown의 조상현과 Desperado의 한민철, 드럼에 Ninesin의 김완규 등을 적극적으로 세션 기용하여 08~09년 공연활동을 유지한다. 09년 여름에는 드러머 최현진이 복귀하고 안정된 리듬 섹션을 바탕으로 기반을 다졌으며, 2010년 초 Vlack Plot/Burn out hate 출신의 실력파 기타리스트 이강토를 정식 멤버로 받아들이면서 비로소 완성체가 된다.
VASSLINE의 음악은 정신적으로 Hardcore Movement에 그 뿌리를 두고 음악적으로는 Metal을 지향하고 있으나, 가장 큰 줄기인 Hardcore와 Metal을 비롯하여 Alternative, Punk, Jazz, Progressive Rock 등의 다양한 스타일을 내재하고 있다. 가사로 보았을 때는 초기에는 철학적인 느낌의 은유가 가득한 표현으로 개인적인 이야기를 하였으나, 현재는 더욱 직설적으로 삶의 방향성에 대하여 이야기하려 한다.
Vassline 은 1999년 한국 하드코어 레이블 GMC 의 첫 앨범인 컴필레이션 [One Family] 에 참가하고, 다음 해에 국내 및 해외에서 호평을 받은 EP [Blood Thirsty]를 발매했다. 이 EP는 소량으로 찍어냈으며 해외 씬의 특징을 그대로 답습한 약점이 있었음에도, "한국에서도 이러한 하드코어 앨범이 나올 수 있다."라는 평가를 받으며 지금도 수작으로 불리고 있다. 곧 이은 2001년 , 데모 [Missing Link]는 점점 확고해져 가는 Vassline 의 변화의지를 담고 있으며, 공연에서 새로운 스타일의 곡을 소개하면서 좋은 반응을 얻게 된다. 2002년의 [The Portrait Of Your Funeral] 은 벨기에의 Tony De Block 의 마스터링을 거친 앨범으로, 국내 하드코어계에 큰 반향을 일으키고 한국과 일본을 중심으로 인기를 얻으며 외지의 호평도 받게 된다. 이 앨범은 외관상 멜로딕한 하드코어, 혹은 멤버들이 직접 말하듯 메틀릭한 뉴스쿨 하드코어로 불린다. 음악에 변화는 주었지만 하드코어의 DIY 정신에 충실하여, 멤버들이 앨범 제작과 커버 아트워크에도 직접 참여한 앨범이다.
이후 수많은 GMC 공연과 외부 공연들을 통해 한국, 일본, 미국의 여러 하드코어, 메틀 밴드들과 공연을 가지며 한국 하드코어 씬의 중심에서 활동한다. 멤버들은 하나둘 학교를 졸업하고 직장인이 되었으며, 여전한 하드코어 정신으로 2004년 겨울 [Blood of immortality]를 발표한다.
[Blood Of Immorality]는 하드코어 정신 및 어릴 적부터 즐겨 온 헤비메틀 음악성의 결합과 자신들만의 음악 완성이다. 이전까지는 리프를 배열하는데 그쳤으나, 이 앨범에서는 리프의 전개가 자연스럽게 정돈되어 있다. Vassline 은 헤비함과 멜로딕한 부분을 나누어 적재적소에 배치하면서 더욱 짜임새 있는 앨범을 만들었다. 여전히 인트로에 어쿠스틱한 멜로디를 삽입하며 트윈 기타가 만들어내는 감성적 리프를 추진하고 있으나, 이들을 새로운 멜로딕 메틀코어라고 말하는 외지의 평가답게 하드코어에서는 날렵한 감수성, 정신, 인생관, 헤비메틀에서는 리프, 극단적인 구성, 폭발적인 멜로디를 결합한다. Vassline 의 상징인 친근한 음악 속에서도, 점점 국내와 해외에서 트렌드화하는 하드코어와 메틀보다는 그들 고유의 변화무쌍한 헤비뮤직의 길을 가고 있다는 것에는 이론의 여지가 없다. 그리고 더욱 집중도 높고 세련된 이 앨범은 간단히 함축하여 멜로딕한 Edge 혹은 Heavy Metal 이라고 말할 수 있다. 이제 Vassline 의 감수성은 하드코어에서의 Emotional 보다는 헤비메틀의 Melodical 에 가까워지면서 점점 독창적인 모습으로 탈바꿈해가고 있기 때문이다. 이 앨범은 한국의 MOL Studio에서 제작하였고, 여전히 충만한 DIY 정신으로, 멤버인 Tiger Jin( 박진 ), Bluce666( 이기호 )의 공동작업으로써 아트워크를 완성했다.
이 앨범이 발표되면서 Vassline 은 하드코어 씬과 한국의 헤비뮤직 씬 전체에 큰 반향을 일으키는데, 이듬해 3월, 상업주의가 판치는 방송사 가요대상이 아닌 진정한 음악과 음악인에게 수여하고자 평론가들이 모여 이루어진 [ 한국대중음악상 ] 시상식에 축하공연으로 청중을 압도하였고, 그와 동시에 '최우수 록 앨범' 부문에서 넥스트 (N.EX.T), 럭스 (RUX) 와 같은 쟁쟁한 뮤지션들을 제치고 당당하게 상을 거머쥔다. 2005년 여름 참가한 '부산 락 페스티발'은 Vassline 의 이름을 널리 알리게 된 계기가 되었으며, 그 해 가을 '쌈지 사운드 페스티발'에 참여하여 큰 호응을 이끌었고, 평론가들의 이어지는 격찬 속에 광명에서 열린 '광명 뮤직 밸리 페스티발'에 참가하여 언더그라운드의 저력과 하드코어의 이름을 널리 알렸다. '광명 뮤직 밸리 페스티발' 은 EBS 에 방송되며 'Hardcore는 삶이다. VASSLINE'이란 분명한 문구로 Vassline 의 라이브가 소개되기도 하였다. 이듬해 2006년 3월, Vassline 은 결성 10 주년을 기념하는 단독 공연에서 450 명이 넘는 관객을 끌어모으며 그 엄청난 저력을 과시했으며, 그 해 여름한국 최대 규모의 락 페스티발의 하나로 기록된 '펜타포트 락 페스티발'의 메인 스테이지에 당당하게 올라서는 기염을 토한다.
2006년 여름 막바지부터 Vassline은 신곡 작업에 착수하였으며, 2007년 Vassline 은 앨범 [Permanence]를 통해 변하지 않는 과격함, 감성, 혼돈을 표출하고 더욱 발전된 음악과 앨범 퀄리티로 한국 헤비 뮤직의 챕터를 새로이 쓰고, 나아가 그 정신적인 뿌리인 한국 HARDCORE 의 새로운 기념비를 만들어내었다. 그 해 여름 Vassline은 한국 헤비 뮤직의 큰 아이콘 중 하나인 Crash와 당당히 스플릿 공연을 하였으며, 2008년에는 [ 한국대중음악상 ] '최우수 록 앨범' 부문에 노미네이트된다.
2007년 말, 2008년 여름 각각 기타리스트 박진의 탈퇴 및 드러머 최현진의 외부 활동으로 세션을 기용하지만, 09년에는 멤버 두명의 부재에도 불구하고 세간의 걱정을 한방에 날려버리듯이 지산 밸리 락 페스티발에 출연하여 수준 높은 공연을 펼친다.
이어 2009년 가을에는 최현진이 외부 활동을 마치고 팀에 복귀하였으며, 2010년 초에는 기타리스트 이강토가 정식 멤버로 가입하여 완성된 조직으로 2010년 '펜타포트 락 페스티발'의 서브 스테이지 헤드라이너로 참여하는 쾌거를 올린다.
2011년 밴드 결성 15주년을 맞은 Vassline은 2011년 중반부터 공식적으로 4번째 앨범 준비에 착수하였으며, 2011년 '펜타포트 락 페스티발'에서 4년만의 신곡 'Fall of Fortuna'를 발표한다.

### 밴드명의 기원
초기 밴드명은 "Vaseline"이었다. 그런데 이기호가 군입대를 하게 되면서 신우석은 홀로 밴드에 남게 되었고, 상호명을 피하기 위해 서로 "Vasline"으로 개명하기로 결정하였으나 신우석의 실수로 "s"가 하나 더 붙여진 "Vassline"으로 표기되었고 현재까지 그렇게 쓰이고 있다. 이렇게 초기 표기명 때문에 현재까지도 "바세린"으로 불리게 되었다고 전해지며, 특별한 의미는 없다고 한다.

## 구성원

### 현재
- 신우석 (a.k.a DoubleAxe, 쌍도끼) - 보컬 (1996년 ~ 현재)
- 조민영 (a.k.a. Chainsaw, 전기톱) - 기타 (2001년 ~ 현재)
- 이기호 (a.k.a Bluce666) - 베이스, 보컬 (1996년 ~ 1998년, 2000년 ~ 현재)
- 최현진 (a.k.a 원장님) - 드럼 (2000년 ~ 현재)
  - 2008년부터 2009년까지 서태지 8집 Atomos 시리즈 활동 기간 동안 서태지밴드에서 드럼 세션을 담당한 적이 있다. 2010년 잠시 바닐라 유니티의 드러머도 맡았던 바 있다.

### 이전
- 박진 (a.k.a Tiger Jin) - 기타 (1999년 ~ 2008년)
- 최진우 - 기타
- 안성훈 (a.k.a TOP, 답십리안) - 기타 (1996년 ~ 1998년)
- 윤홍구 - 드럼 (1996년 ~ 2000년)
- 김성환 - 기타
- 손주원 - 베이스 (1999년)
- 이강토 - 기타 (2009년~2015년)

## 음반 목록

### 정규
- The Portrait of Your Funeral (2002)
- Blood of Immortality (2004)
- Permanence (2007)
- Black Silence (2013)

### EP & 데모 & 스플릿
- Bloodthirsty (2000)
- Missing Link (2001)
- The Splitsphere (Split w/ Myproof(JAPAN)) (2006)

### 컴필레이션
- Club "Hardcore" 1st Edition (1997)
- 3000 Punk(Compilation) (1998)
- One Family Vol.1 (1999)

## 참조 자료
- 바세린(Vassline) - "네 팔을 자르면 5분 안에 탈출해서 살 수 있고, 수갑을 자르려들면 10분은 족히 걸려 죽을 것이다"